# SN 2006ae
SN 2006ae – supernowa typu Ia odkryta 2 lutego 2006 roku w galaktyce A144823+2147. W momencie odkrycia miała maksymalną jasność 20,70m.